# هنک آرون (سیاستمدار)
هنک آلفونسس اوژن آرون (انگلیسی: Henck Alphonsus Eugène Arron؛ ۲۵ آوریل ۱۹۳۶ – ۴ دسامبر ۲۰۰۰) یک سیاست‌مدار اهل سورینام بود. وی از ۲۴ دسامبر ۱۹۷۳ تا ۲۵ فوریه ۱۹۸۰ نخست‌وزیر این کشور بود.
هنک آرون در ۴ دسامبر ۲۰۰۰، در سن ۶۴ سالگی بر اثر ایست قلبی درگذشت.